# 프로 축구
프로 축구는 흥행사업으로 수익을 목적으로 하는 축구 대회나 축구 리그를 뜻한다.

## 역사
1885년 돈을 받고 경기를 뛰는 직업 축구 선수가 등장했으며,1888년 세계 최초의 프로 축구 리그인 잉글리시 풋볼 리그가 출범하였다.

## 나라별 연표
| 국가            | 연도 |
| --------------- | ---- |
| 잉글랜드        | 1885 |
| 스코틀랜드      | 1893 |
| 미국            | 1921 |
| 오스트리아      | 1924 |
| 헝가리          | 1924 |
| 이탈리아        | 1926 |
| 스페인          | 1926 |
| 멕시코          | 1927 |
| 아르헨티나      | 1931 |
| 칠레            | 1931 |
| 프랑스          | 1932 |
| 우루과이        | 1932 |
| 브라질          | 1933 |
| 네덜란드        | 1954 |
| 서독            | 1963 |
| 스웨덴          | 1967 |
| 덴마크          | 1978 |
| 노르웨이        | 1992 |
| 사우디 아라비아 | 2007 |